# Kontroll till sjöss
Kontroll till sjöss, eller i äldre benämning herravälde till sjöss, är det taktiska överläge som eftersträvas i sjökriget för att kunna genomföra egna sjötransporter eller förhindra fientliga sådana. Kontroll till sjöss innebär oftast kontroll inom ett geografiskt begränsat område, och för ett specifikt syfte. Kontroll sägs vara bestridd genom fientliga motåtgärder, och när motåtgärderna är så effektiva att syftet inte kan uppnås inom området, så har man inte kontroll till sjöss.
Man skiljer ibland mellan positiv kontroll till sjöss, förmågan att själv utnyttja havet för egen verksamhet och negativ kontroll till sjöss, förmågan att hindra fienden att utnyttja havet.